# 克雷·布克霍尔兹
克雷·丹尼爾·巴寇兹（Clay Daniel Buchholz，1984年8月14日—）出生于得克薩斯州内德蘭，是美國職棒大聯盟的先發投手。2007年9月1日，巴寇兹在他的大聯盟第二次先發中投出了無安打比賽，他也成為了大聯盟史上第二快完成無安打比賽的投手。

## 早期棒球生涯

### 高中及大学时期
布克霍尔兹从小在得克萨斯州的伦柏顿长大，高中之前在当地的少年棒球联赛中打球。从伦柏顿高中毕业之后，布克霍尔兹进入了麦克尼斯州立大学学习，后来转学去了安吉莉娜学院。
2005年，布克霍尔兹作为安吉莉娜学院的球员出赛了15场，战绩为惊人的12胜1败，其中有7场完投，85又2/3局投出了129次三振，防御率仅为1.05。

### 小联盟时期
2005年的选秀大会中，红袜队在第一轮补偿选秀挑中了布克霍尔兹。红袜队这个补偿选秀位置是由于佩卓·马丁尼兹的离开而获得的 。
2005年布克霍尔兹在红袜球团短1A的洛威旋球队效力，先发15场0胜1败，总共投了41又1/3局。
2006年布克霍尔兹分别在1A的格林维尔驾驶队以及高阶1A的兰卡斯特喷射鹰队效力，在119局的投球中获得11胜4败的成绩，其中有140次三振和33次保送。这一年他获得了红袜队小联盟年度最佳投手的荣誉。
2007年布克霍尔兹在2A的波特兰海狗队效力，一共出赛16场，7胜2败，防御率为1.77。这成绩让他入选了未来之星赛。2007年7月8日他升上了3A的波塔基特红袜队，在3A他先发8场，防御率3.96。

## 大联盟生涯

### 2007年
2007年8月17日，布克霍尔兹在大联盟初登板，对手是洛杉矶安那罕天使。在这场比赛中，他主投6局失4分（其中3分是自责分），红袜队也以8比4获胜，布克霍尔兹拿下胜投。这场比赛之后他又被下放回了小联盟。“我觉得我脚全湿了。”布克霍尔兹告诉记者，“我希望我九月份还能回来。”具有讽刺意味的是，红袜队主教练特里·弗兰克纳赛前说到：“如果他上来投了无安打比赛，那我会送给他一个礼物，但是他已经回小联盟了。”

#### 无安打比赛
2007年9月1日，布克霍尔兹在大联盟第二次先发出场，迎战巴尔的摩金莺。这场比赛他投了115球，完封9局，没有被击出任何一支安打，他也成为了红袜队历史上第一位投出无安打比赛的新人。赛后布克霍尔兹接受采访时说：“这一切实在太令人惊讶了。我只想说这些...我现在都有点模糊了。”他是大联盟历史上第三位在第一次或第二次先发就投出无安打比赛的投手。1953年5月6日，阿尔瓦·霍洛曼（Alva Holloman）在他的第一次先发就投出了无安打比赛。威尔逊·阿尔瓦雷斯（Wilson Alvarez）在1991年8月11日他的第二次先发投出无安打。布克霍尔兹是第11位在芬威公园投出无安打的红袜投手，也是红袜队史上第17位。
红袜队总经理西奥·艾普斯坦和主教练特里·弗兰克纳赛后都承认他们在第七第八局通过电话确认过布克霍尔兹的投球数；在这场比赛之前，他这个赛季从未在一场比赛中投超过98球，如果想达成无安打，他的投球数肯定会超过98球。艾普斯坦说无论发生什么，都不会让布克霍尔兹投超过120球，因为这样会毁掉这位年轻天才投手无价的手臂。最终布克霍尔兹投了115球，避免了在有无安打机会的情况下仍要将他换下的尴尬场面。
这场比赛是捕手杰森·瓦瑞泰克接捕的第三场无安打比赛，之前两场的投手分别是野茂英雄和德瑞克·洛夫。之后在2008年5月，他又接捕了乔恩·莱斯特的无安打比赛。

### 2008年
2008赛季开始前红袜队的投手教练约翰·法雷尔称，这个赛季布克霍尔兹投球局数可能在180到190局之间。不过他从赛季一开始就很不顺利。5月15日布克霍尔兹由于指甲撕裂而进了15天伤病名单。在3A的波塔基特红袜投了几场复健赛后，他在7月11日重回大联盟。但在这之后他再也没获得任何一场胜利。8月20日布克霍尔兹先发对上一年前曾投出无安打比赛的对手巴尔的摩金莺，但他只投了2又1/3局就带着5分的自责分退场。而在之前的一次先发，也仅仅只投了3局。在这场比赛之后他就下放回2A的波特兰海狗。2008年布克霍尔兹先发的15场比赛，红袜仅取得3胜12败的成绩。布克霍尔兹说：“我从未有过这么长的低潮期。我没有资格说压力过大，但是我确实感到我肩膀所承受的负担，所以我尽量能让自己表现完美，帮助球队获胜。”

## 職棒生涯成績
| 年度 | 球隊   | 防禦率 | 投球局數 | 勝場 | 敗場 | 救援成功 | 出場數 | 奪三振 | 四死 | 完投 | 完封 | 被安打 | 被全壘打 | WHIP |
| 2007 | 紅襪隊 | 1.59   | 22.2     | 3    | 1    | 0        | 4      | 22     | 10   | 1    | 1    | 14     | 0        | 1.06 |
| 2008 | 紅襪隊 | 6.75   | 76       | 2    | 9    | 0        | 16     | 72     | 41   | 1    | 0    | 93     | 11       | 1.76 |
| 2009 | 紅襪隊 | 4.21   | 92       | 7    | 4    | 0        | 16     | 68     | 36   | 0    | 0    | 91     | 13       | 1.38 |
| 2010 | 紅襪隊 | 2.21   | 146.2    | 15   | 5    | 0        | 23     | 101    | 55   | 0    | 0    | 118    | 8        | 1.18 |
| 2011 | 紅襪隊 | 3.48   | 82.2     | 6    | 3    | 0        | 14     | 60     | 31   | 0    | 0    | 76     | 10       | 1.29 |
| 2012 | 紅襪隊 | 4.56   | 189.1    | 11   | 8    | 0        | 29     | 129    | 64   | 2    | 1    | 187    | 25       | 1.33 |
| 2013 | 紅襪隊 | 1.74   | 108.1    | 12   | 1    | 0        | 16     | 96     | 36   | 1    | 1    | 75     | 4        | 1.02 |
| 合計 | 7年    | 3.60   | 744.2    | 58   | 33   | 0        | 123    | 567    | 285  | 6    | 4    | 678    | 72       | 1.29 |

## 球探报告
- 四缝线快速球 （91-94英里/小时，最高可达98）
- 二缝线快速球 （88-91）
- 曲球 （75-79）
- 变速球 （76-80）
- 滑球 （80-84）

布克霍尔兹的球种很多，他代表性的快速球最高时速可达97英里/小时，而变速球和曲球是他主要使用的变化球种。
在大学时期他还担任过外野手。

## 荣誉列表
- 2006年8月21日至27日 卡罗莱纳联盟周最佳投手
- 2006年8月 红袜小联盟月最佳投手
- 2006年 红袜小联盟年度最佳投手
- 2007年5月 红袜小联盟月最佳投手
- 2007年 入选未来之星赛美国队阵容
- 2007年 入选东方联盟全明星阵容
- 2007年6月25日至7月1日 东方联盟周最佳投手
- 2007年8月27日至9月2日 美国联盟周最佳投手
- 2007年12月13日 TYIB年度单场最佳表现奖
- 2007年 红袜小联盟年度最佳投手

## 私人生活
布克霍尔兹2005年选秀大会之前曾被短暂拘留过，因为他和朋友从他所在的高中偷了29台电脑。布克霍尔兹承认这个错误，他说：“我交了一个错误的朋友。但是我想这件事能让我明白很多。”
2008年3月，布克霍尔兹被爆料和名模2008年度最佳宠物奖获得者艾丽卡·伊丽森约会。
他和科罗拉多洛矶的投手泰勒·布克霍尔兹（Taylor Buchholz）没有亲戚关系。